# Карабуйрат
Карабуйра́т (каз. Қарабұйрат) — село у складі Урджарського району Абайської області Казахстану. Входить до складу Салкинбельського сільського округу.
Населення — 255 осіб (2021; 463 у 2009, 524 у 1999, 581 у 1989).
Національний склад станом на 1989 рік:
- казахи — 65 %
- німці — 20 %

До 1993 року село називалося Новотроїцьке.